# (791) Ani
(791) Ani ist ein Asteroid des Hauptgürtels, der am 29. Juni 1914 vom russischen Astronomen Grigori Nikolajewitsch Neuimin in Simejis entdeckt wurde.
Der Asteroid ist nach der alten armenischen Hauptstadt Ani benannt.